# Ford LTD Crown Victoria
A Ford LTD Crown Victoria egy hátsókerék-meghajtású nagyautó, melyet az amerikai Ford Motor Company gyártott 1978 és 1990 között. 1992-ben a Ford Crown Victoria váltotta, mely teljesen új karosszériát és hajtásláncot kapott, de ugyanúgy a Ford Panther-alvázra épült.

## Modelltörténet
1978-ban a Ford visszahozta a Crown Victoria elnevezést, melyet a Ford LTD magas felszereltségű modelljei kaptak, leváltva az LTD Landaut. A név először az 1955–1956-os, legmagasabb felszereltségű Ford Fairlane kupék kapcsán került használatra. Az LTD Crown Victoria legfőbb külső ismertetőjegye a targatetős autókéhoz hasonló, a tetőn a B-oszlopnál keresztben áthúzódó vastag, krómozott sáv volt, valamint az attól hátrafelé található vinil tetőborítás. A Lincoln és Mercury testvérmodellekhez, mint például a Mercury Grand Marquis és a Lincoln Town Car szintén rendelhető volt viniltető, de a króm tetődísz egyedivé tette az LTD Crown Victoriát. A kocsi elérhető volt a szedán mellett kombi és kupé karosszériaváltozatokban is, utóbbi gyártása azonban 1987-ben befejeződött.
A középkategóriás eladások növelése érdekében az LTD 1982-ben "átköltözött" a kisebb, Ford Fox-alvázra, leváltva a Granadát és a Fairmontot. Az LTD Crown Victoria azonban továbbra is a Ford Panther-alvázra épült, ezzel önálló modellé válva. A korábbi "S" felszereltségű LTD-orr kikerült a kínálatból és minden autó a korábban a magas felszereltségi szintet jelző négyfényszórós orral készült. Az 1981 és 1982 között használt 122 lóerős, 4,2 literes V8-as motor szintén kikerült az autóból, a 4,9 literes V8-ason pedig alapfelszereltség lett a központi üzemanyag-befecskendező rendszer. A kocsi addig rendkívüli megbízhatóságáról és tartósságáról volt híres, a központi befecskendezéses darabok tulajdonosai azonban gyakran tapasztaltak egymást követő motorleállásokat erős forgalomban. 1985-ben a duda visszakerült a kormány közepére az irányjelzőkar végéről a tulajdonosok panaszkodásának eredményeként, akik rendszeresen ösztönösen a kormánykerék közepét próbálták megnyomni. 1986-ban a központi befecskendezést minden civil LTD Crown Victoriában leváltott egy szekvenciális üzemanyag-befecskendező egység, melyet a OBD-1 diagnosztikával is kompatibilis EEC-IV fedélzeti számítógép irányított. Bár ez megbízhatóbb volt nagy forgalomban, mint a központi befecskendezéses változatok, ezeknél is előfordultak váratlan motorleállások a könnyen elkoszolódó szívócsonk miatt. Ezt a problémát a Ford egy olcsó távtartó beszerelésével oldotta meg, mely a levegőszívócsőbe került és elvezette a koszt.
1979 és 1982 között a teljes LTD-paletta eladásai megcsappantak a gazdasági válság és a magas üzemanyagárak miatt, 1983-ban ismét elkezdett nőni az LTD Crown Victoria iránti kereslet és ismét jó eladási statisztikákat produkált.

### 1988-as modellfrissítés

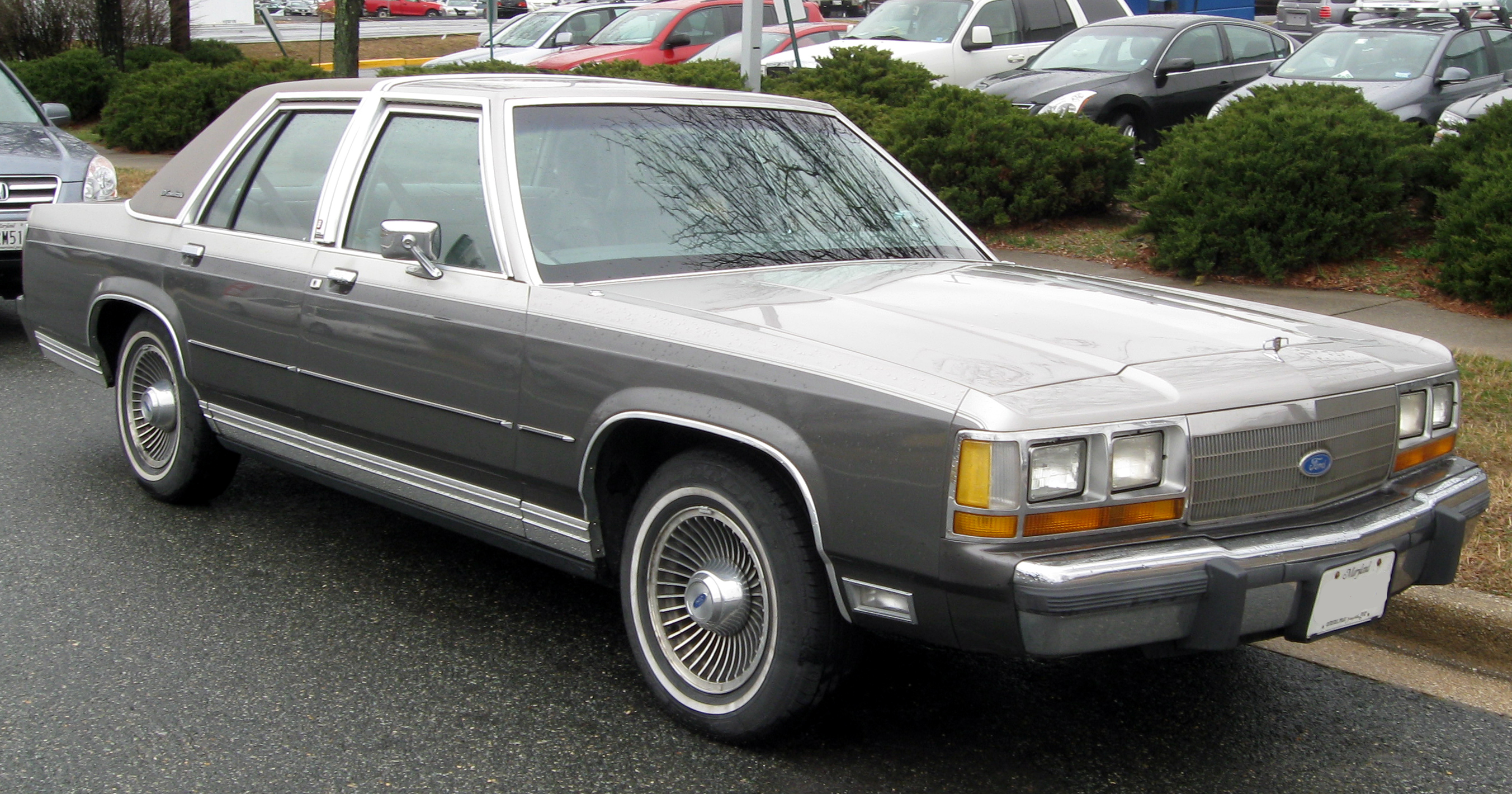
Modellfrissítés utáni LTD Crown Victoria

Mikor a Ford az 1980-as évek közepe felé tervezgette az elsőkerék-meghajtású új Taurus modell bevezetését és az LTD gyártásának leállítását, úgy tűnt, hogy az LTD Crown Victoria napjai is meg vannak számlálva. A visszaeső üzemanyagárak, valamint a kedvező magán- és flottaeladások meggyőzték a vállalatot a folytatásról. Az 1988-as modellévre a kocsi kisebb modellfrissítésen esett át. Új, valamivel kisebb hűtőrácsot kapott, mely az addigi négyzetrácsos helyett függőleges bordás kialakítású volt, emellett hosszabb csomagtartófedél került a hátuljára, a karosszéria oldaláig kinyúló hátsólámpákkal. A lökhárítók is átalakultak, hogy jobban illeszkedjenek a karosszéria vonalaihoz. Bizonyos felszerelések, melyek addig felárasak voltak, bekerültek az alapcsomagba, ilyen volt például az AutoLamp nevű automata fényszóró. A kupé gyártása 1988-ra befejeződött az alacsony eladási mutatók miatt. Ez ma viszonylag keresett járműnek számít a gyűjtők körében, sportos kialakítása és ritkasága miatt.
Az 1990-es modellévben több komoly biztonsági felszerelés is bekerült a kocsiba, ezek közül a legjelentősebb a vezetőoldali légzsák és a hátsó biztonsági öv volt. Előbbihez új kormányoszlop és műszerfal is járt. Annak érdekében, hogy 11 év után is vonzó legyen az autó a vásárlók szemében, a gyár ismét megnövelte az alapfelszereltség tartalmát, több egyéb mellett az elektromos ablakok is az alapcsomag részévé váltak. Az LTD Crown Victoria gyártása 1990 decemberében (1991-es modellév) fejeződött be. Az utolsó évben gyártott darabok különlegessége, hogy a hagyományos borostyánsárga indexburák helyett átlátszók kerültek rájuk.

## Felszereltségi szintek

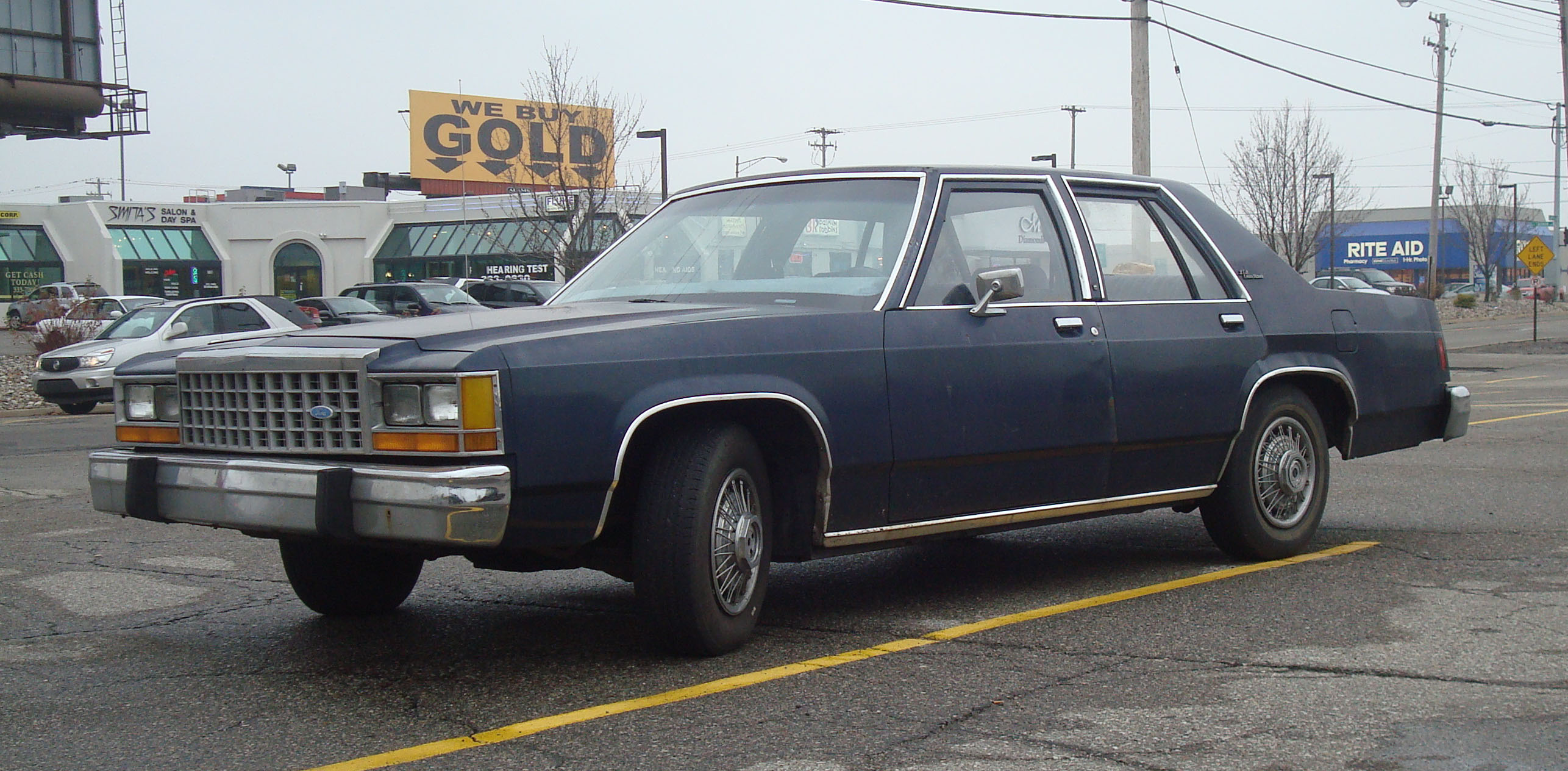
"S" csomagos változat, vinilborítású tető nélkül

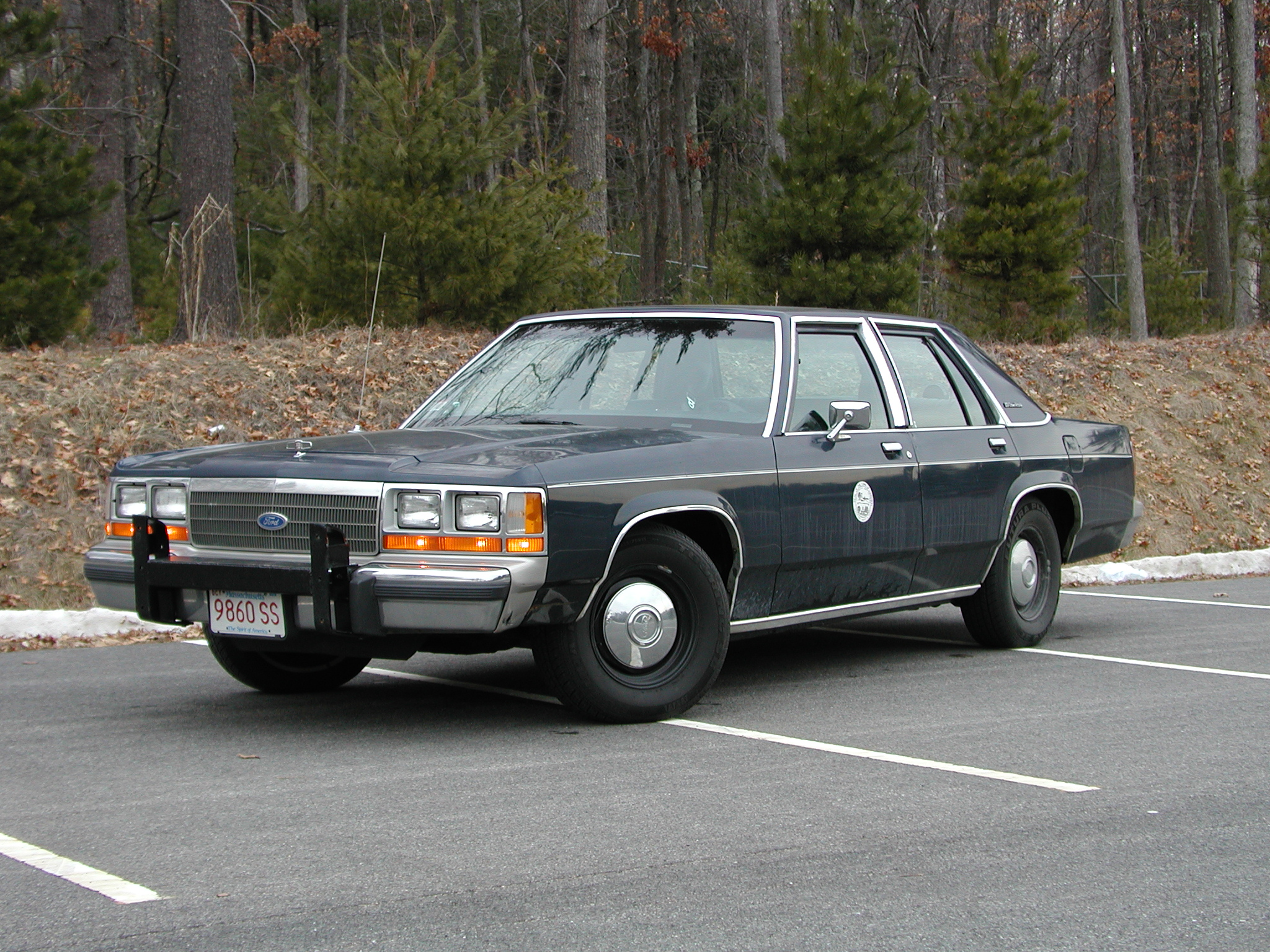
1990-es Ford LTD Crown Victoria rendőrautó

Miután 1982-ben önálló modellé vált, az LTD Crown Victoria kétféle felszereltségben volt megvásárolható: az alapmodell mellett volt egy olcsóbb, alacsonyabb felszereltségű "S" jelű modell. Ekkoriban mindkettőbe ugyanaz a központi üzemanyag-befecskendezéses V8-as motor került, overdrive-os automata sebességváltóval, szervokormánnyal, első tárcsafékekkel, teljes kárpitozással és "babás" lökhárítókkal. Az alapmodellhez emellett osztatlan szövetülések, teljes méretű dísztárcsák, teljes belsővilágítás-készlet, landau-stílusú viniltető és AM/FM rádió járt.
Az "S" modell felszereltsége hasonló volt, mint a Ford LTD korábbi alapmodelljéé, azzal a különbséggel, hogy a kétfénszórós orr helyett ugyanolyan négyfényszórósat kapott, mint az alap LTD Crown Victoria. Az "S" felszereltség osztatlan vinilüléseket, egyszerűbb AM rádiót, alacsonyabb minőségű kárpitozást, vinilborítás nélküli tetőt és kevesebb belsővilágítást jelentett. Ezt a változatot elsősorban a flottavásárlók számára tervezték, de a spórolni vágyó magánvásárlók is megrendelhették.
Az alapmodellhez rendelhető volt egy Interior Luxury Package (belső luxuscsomag) nevű extracsomag, ami többek között jobb minőségű anyagokat (beleértve a kárpitokat), osztott első üléseket, kartámaszos hátsóülést, jobb hangszigetelést, ajtóvilágítást és elektromos ablakokat jelentett. Ennek a felszereltségi szintnek az 1986-os modellévben külön neve is volt: "LX".
A felárért rendelhető extrák között olyan felszerelések szerepeltek, mint például a klímaberendezés (1987-től az alapcsomag része lett), állítható magasságú kormánykerék, tempomat, központi zár, öntött alumínium felnik, további, az éjszakai beszállást és indítást segítő belsővilágítások, TripMinder fedélzeti számítógép, automata fényszórók, kanyarkövető lámpák és bőrözött kormánykerék. A vásárlók emellett választhattak jobb hangrendszert, dísztárcsákat és a fényezés és a viniltető különböző színkombinációit.
A rendőrautóként használt LTD Crown Victoriákba az esetek többségében 5,8 literes Windsor V8 motor került, a gyártás utolsó éveiben Variable Venturi karburátorral kiegészítve. A rendőrségi csomag a civil vásárlók számára is hozzáférhető volt, amennyiben hajlandóak voltak 1000 dollárnyi többletadót befizetni az Amerikai Környezetvédelmi Hivatalnak (EPA), az 5,8 literes motor magas fogyasztása miatt.

## Egyéb karosszériaváltozatok

### Kupé
Az LTD Crown Victoria kupé karosszériával is elérhető volt, egészen 1987-ig, amikor az alacsony kereslet miatt befejezték a gyártását. Az 1980-as évek vége felé a kétajtós nagyautók egyre kevésbé voltak vonzók a vásárlók számára, ezért a Ford úgy döntött, hogy kivonul a nagyméretű kupék piacáról. A kupé gyártásának utolsó évében mindössze 5527 darab készült, szemben a hagyományos, szedán karosszériással, melyből ugyanebben az évben 105 789-et készítettek.

### Kombi

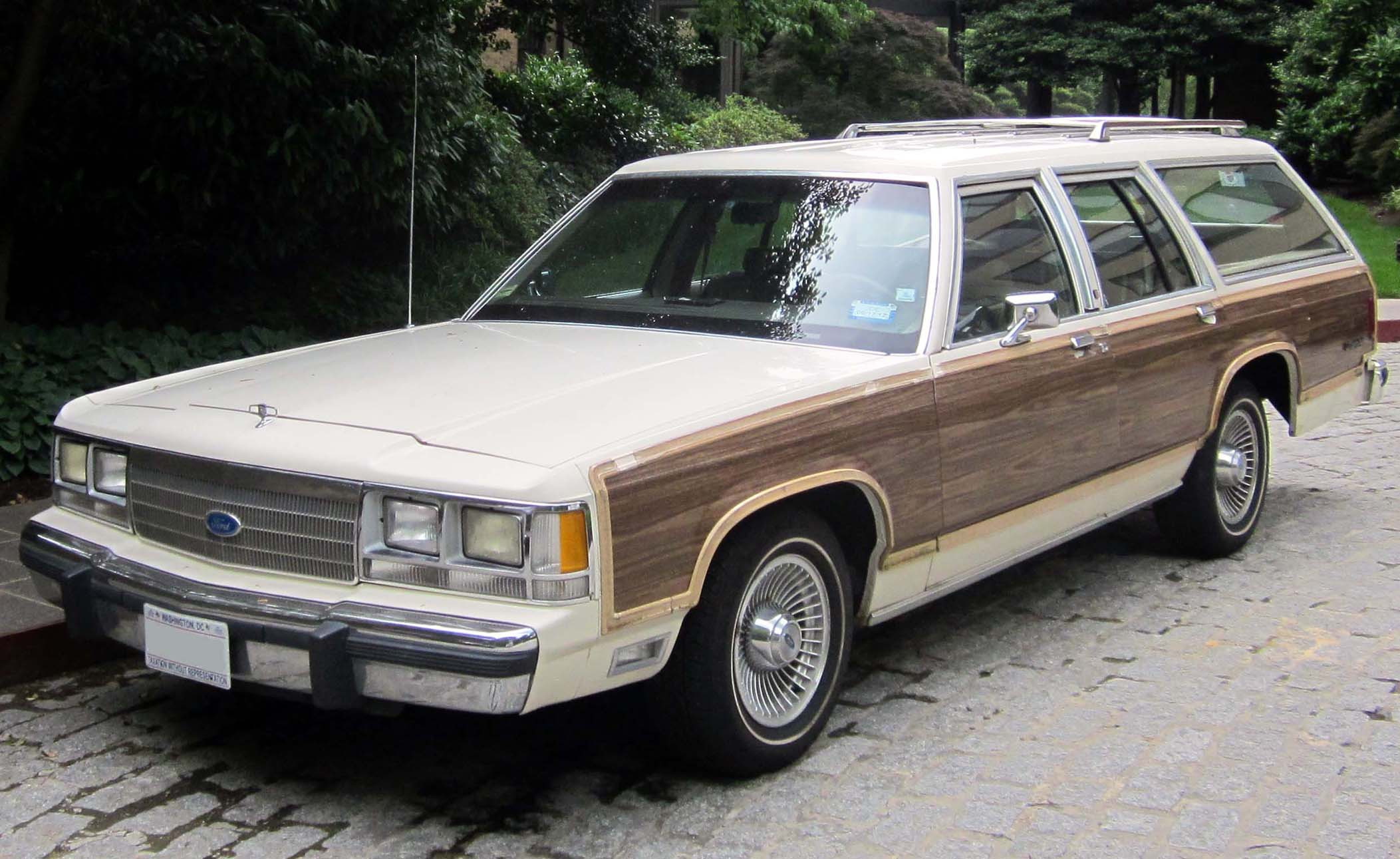
LTD Country Squire, az LTD Crown Victorián alapuló kombi verzió

Az 1979-es és 1991-es modellév között a szedán mellett egy kombi verzió is elérhető volt az LTD Crown Victoriából, mely szintén a nagyautók kategóriájába tartozott. Ezen változat esetében hasonlóak voltak a felszereltségi szintek, mint az LTD Landau, majd az LTD Crown Victoria esetében. A famintás berakásokkal díszített oldalú Country Squire volt a jobban felszerelt és keresettebb alapmodell, de létezett belőle egy a flottaeladásokra tervezett, "S" csomagos LTD Crown Victorián alapuló változat is.
Csakúgy, mint elődje, az LTD Crown Victorián alapuló Country Squire is olyan hátsóajtóval rendelkezett, mely lefelé és oldalirányban is nyitható volt. Emellett az alapfelszereltséghez tartozott még a tetőcsomagtartó, a csomagtér szélein pedig további üléspadok voltak, amivel a szállítható személyek száma nyolcra nőtt. Ahogy az 1980-as évek végén és az 1990-es évek elején a családosok a nagyméretű kombik helyett egyre inkább egyterűeket, mikrobuszokat, majd később szabadidő-autókat (SUV) kezdtek el keresni, a Country Squire iránti kereslet jelentősen visszaesett, 1991-ben már csak 3865-öt adtak el belőle. Az 1992-es modellévben az LTD Crown Victoriát leváltotta az átalakult Crown Victoria, melyből már nem készült kombi verzió.

## Gyártási adatok
| Év       | Gyártott darabok                    |
| -------- | ----------------------------------- |
| 1978     | 356 535 (116 913 LTD Landau)        |
| 1979     | 141 292 (29 687 LTD Crown Victoria) |
| 1980     | 132 363 (50 200 LTD Crown Victoria) |
| 1981     | 128 053 (50 692 LTD Crown Victoria) |
| 1982     | 113 616                             |
| 1983     | 173 489                             |
| 1984     | 185 437                             |
| 1985     | 124 037                             |
| 1986     | 128 878                             |
| 1987     | 125 189                             |
| 1988     | 134 103                             |
| 1989     | 77 395                              |
| 1990     | 82 433                              |
| Összesen | 1 902 820                           |

Megjegyzés: 1982-től a gyártási adatok már nem teljes típusnév vagy felszereltségi szint, hanem karosszériatípus alapján kerültek rendszerezésre.

## Fordítás
Ez a szócikk részben vagy egészben  a   Ford LTD Crown Victoria című angol Wikipédia-szócikk fordításán alapul.  Az eredeti cikk szerkesztőit annak laptörténete sorolja fel. Ez a jelzés csupán a megfogalmazás eredetét és a szerzői jogokat jelzi, nem szolgál a cikkben szereplő információk forrásmegjelöléseként.

## Külső hivatkozások
- LTD World
- Különböző LTD Crown Victoria modellek filmes szereplései